# Serena Williams
Serena Jameka Williams, född 26 september 1981 i Saginaw i Michigan, är en amerikansk tidigare tennisspelare, yngre syster till tennisspelaren Venus Williams. Hon har hittills vunnit 23 Grand Slam-titlar, vilket är flest i den öppna eran. Hon ses av många som den bästa kvinnliga tennisspelaren genom tiderna. 

## Tenniskarriären
Serena Williams blev professionell tennisspelare som 14-åring i september 1995. Hon hade fram till februari 2007 vunnit 72 singel- och 23 dubbeltitlar på WTA-touren. Hon rankades som världsetta i singel från juli 2002 och har tagit 23 singeltitlar i Grand Slam-turneringar. Hon vann fyra av dessa i följd, från Franska öppna 2002 till Australiska öppna 2003, vilket ITF numera erkänner som en "Tennisens Grand Slam", men som hon själv döpte till en "Serena Slam". Hon vann också singeltiteln i the WTA Tour Championship 2001. Hon har dessutom 14 dubbel- och 2 mixed dubbeltitlar i GS-turneringar. Sin högsta dubbelranking, nummer 1, nådde hon i juni 2010. Hon vann under karriären 94 816 730 USD i prispengar.
Serena Williams spelade inga WTA-turneringar 1996, men år 1997 besegrade hon världsspelarna Monica Seles och Mary Pierce i en av sina första WTA-turneringar (Chicago). Hennes genombrottssäsong blev 1998. Hon vann då sina första 4 WTA-titlar, varav 2 i dubbel med sin syster Venus. Med den ryske spelaren och dubbelspecialisten Max Mirnyi vann hon också sina första 2 GS-titlar, nämligen mixed dubbel-titlarna i Wimbledonmästerskapen och US Open.
År 1999 rankades Serena som nummer 21 i världen, hon vann det året 5 singel- och 3 dubbeltitlar, inklusive US Open i både singel och dubbel och Franska öppna i dubbel, båda dubbeltitlarna tillsammans med sin syster Venus. Singelsegern i US Open, som hon vann efter att i finalen ha besegrat Martina Hingis, innebar att hon blev den första afro-amerikanska kvinnliga spelaren som vunnit en singeltitel i en GS-turnering sedan Althea Gibsons seger i US Open år 1958. Serena rankades som världsfyra vid årsslutet.   
År 2000 vann hon guldmedalj i dubbel tillsammans med sin syster Venus i de olympiska sommarspelen. Hon vann också tre WTA-titlar i singel och Wimbledonmästerskapen i dubbel. Säsongen därefter, 2001, vann hon också tre singeltitlar, inklusive Season Ending WTA Tour Championship, en titel hon vann på w/o över en skadad Lindsay Davenport. Hon vann också Australiska öppna i dubbel tillsammans med Venus.
Hennes hittills främsta säsong blev 2002, då hon vann åtta singeltitlar inklusive Franska öppna, Wimbledon och US Open. Alla tre GS-titlar vann efter finalsegrar över sin syster Venus. Hon rankades redan från juli månad det året som världsetta, en posistion hon behöll under ett år. Under året vann hon för andra gången dubbeltiteln i Wimbledon tillsammans med Venus. Hon nådde också sin andra final i the WTA Tour Championship 2002, vilken hon dock förlorade till Kim Clijsters (5-7, 3-6).  
Hon inledde säsongen 2003 med seger i Australiska öppna (finalseger över Venus), vilket var hennes fjärde raka GS-titel i singel. Detta innebar att hon blev den nionde kvinnliga spelaren någonsin att vinna alla fyra GS-turneringar och sjätte gången en kvinnlig spelare vunnit alla fyra GS-titlarna konsekutivt. I samma turnering vann hon också dubbeltiteln tillsammans med Venus. Senare på året vann hon dessutom singeltiteln i Wimbledon, även denna gång genom finalseger över Venus. 
Serena har efter sommaren 2003 varit besvärad av olika skador, framförallt i knäna. Hon avstod på grund av knäskadan från spel i Australiska öppna 2004. Hon var dock tillräckligt återställd under sommaren för att spela i Wimbledon. Hon nådde då åter finalen, vilken hon förlorade till den 17-åriga ryska spelaren Maria Sharapova. Serena kunde dock inte delta i de Olympiska sommarspelen 2004 på grund av sina skadeproblem. 
Serena Williams har spelat i det amerikanska Fed Cup-laget 1999 och 2003. Hon har hittills spelat 6 matcher och vunnit alla. År 1999 deltog hon i det segrande laget i världsfinalen mot Ryssland.
I januari 2005 var hon tillbaka i god form och vann singeltiteln i Australiska öppna. I den turneringen besegrade hon de toppseedade spelarna Amélie Mauresmo, Maria Sjarapova och slutligen i finalen Lindsay Davenport. Därefter satte skadeproblem (knäbesvär och en spricka i en ankel) punkt för vidare spel under stora delar av 2005. Hon ställde upp otränad i Australiska öppna i januari 2006 och förlorade redan i tredje omgången till Daniela Hantuchova 6-1 7-6(7-5). På grund av sitt sporadiska tävlande under de sista åren har hon fallit i ranking och ligger i juni 2006 på 109:e plats. I januari 2007 var Serena Williams tillbaka i god form och vann Australiska öppna genom finalseger över Maria Sjarapova. 
I 2008 års US Open tog Serena Williams hem singeltiteln efter att ha finalbesegrat Jelena Jankovic i två raka set, 6-4, 7-5.  
Serena besegrade Dinara Safina i finalen av Australiska öppna 2009 med de förkrossande siffrorna 6-0, 6-3, och tog därmed hem sin tionde Grand Slam någonsin i singel. Vinsten gjorde också att hon återtog titeln som världsetta. I samma turnering vann hon även dubbeln tillsammans med systern Venus.
Genom seger i Australiska öppna och Wimbledon 2010 nådde hon tretton Grand Slam-titlar, vilket förde henne upp på sjätte plats på listan över damspelare med flest Grand Slam-titlar, förbi Billie Jean King.
Under slutet på 2010 och mycket av 2011 fick hon vila från tennis på grund av sjukdom. Under 2012 gick det bättre. Hon vann OS-guld i både singel och dubbel (med Venus), och vann också Wimbledon och US Open och WTA-mästerskapet.
2017 hade Williams vunnit 23 Grand Slam-titlar, näst flest någonsin (efter Margaret Court, 24 titlar) och flest i den öppna eran.  I januari 2020 vann Williams singeln vid ASB Classic 2020 och blev då den förste damspelaren under den öppna eran att vinna singeltitlar under fyra decennier.

## Spelaren och personen
Systrarna Serena och Venus Williams far drömde tidigt om att åtminstone en av systrarna skulle bli tennisstjärna, vilket skulle hjälpa dem ur de relativt fattiga omständigheter som familjen levde under. De fick båda tidigt gå i tennisskola, så småningom för den professionelle spelaren Rick Macci. Denne hade också bland andra tränat Jennifer Capriati och Mary Pierce. Båda systrarna utvecklades till goda "all court players". Serena spelar med dubbelfattad backhand. Serena Williams är känd också för sin spektakulära klädstil på tennisbanan.
År 2003 förekom Serena Williams tillsammans med sin syster Venus i ett avsnitt av Simpsons. Hon har också arbetat som fotomodell i olika annonssammanhang. Hon blev gravid i december 2016 och födde en dotter 1 september 2017. Hon planerar att fortsätta spela tennis på elitnivå trots detta.
Serena Williams är bosatt i Palm Beach Gardens, Florida, USA.

## Grand Slam-finaler, singel (29)

### Singeltitlar (23)
| År   | Turnering             | Finalmotståndare    | Resultat         |
| 1999 | US Open               | Martina Hingis      | 6–3, 7–6(4)      |
| 2002 | Franska öppna         | Venus Williams      | 7–5, 6–3         |
| 2002 | Wimbledon             | Venus Williams      | 7–6(4), 6–3      |
| 2002 | US Open (2)           | Venus Williams      | 6–4, 6–3         |
| 2003 | Australiska öppna     | Venus Williams      | 7–6(4), 3–6, 6–4 |
| 2003 | Wimbledon (2)         | Venus Williams      | 4–6, 6–4, 6–2    |
| 2005 | Australiska öppna (2) | Lindsay Davenport   | 2–6, 6–3, 6–0    |
| 2007 | Australiska öppna (3) | Maria Sjarapova     | 6–1, 6–2         |
| 2008 | US Open (3)           | Jelena Janković     | 6–4, 7–5         |
| 2009 | Australiska öppna (4) | Dinara Safina       | 6–0, 6–3         |
| 2009 | Wimbledon (3)         | Venus Williams      | 7–6, 6–2         |
| 2010 | Australiska öppna (5) | Justine Henin       | 6–4, 3–6, 6–2    |
| 2010 | Wimbledon (4)         | Vera Zvonarjova     | 6–3, 6–2         |
| 2012 | Wimbledon (5)         | Agnieszka Radwańska | 6–1, 5–7, 6–2    |
| 2012 | US Open (4)           | Victoria Azarenka   | 6–2, 2–6, 7–5    |
| 2013 | Franska öppna (2)     | Maria Sjarapova     | 6–4, 6–4         |
| 2013 | US Open (5)           | Victoria Azarenka   | 7–5, 6–7(6), 6–1 |
| 2014 | US Open (6)           | Caroline Wozniacki  | 6–3, 6–3         |
| 2015 | Australiska öppna (6) | Maria Sjarapova     | 6–3, 7–5(5)      |
| 2015 | Franska öppna (3)     | Lucie Šafářová      | 6–3, 6–7(2), 6–2 |
| 2015 | Wimbledon             | Garbiñe Muguruza    | 6–4, 6–4         |
| 2016 | Wimbledon             | Angelique Kerber    | 7–5, 6–3         |
| 2017 | Australiska öppna     | Venus Williams      | 6–4, 6–4         |

### Finalförluster singel (10)
| År   | Turnering         | Finalmotståndare | Resultat      |
| ---- | ----------------- | ---------------- | ------------- |
| 2001 | US Open           | Venus Williams   | 6–2, 6–4      |
| 2004 | Wimbledon         | Maria Sjarapova  | 6–1, 6–4      |
| 2008 | Wimbledon         | Venus Williams   | 7–5, 6–4      |
| 2011 | US Open           | Samantha Stosur  | 2–6, 3–6      |
| 2016 | Australiska öppna | Angelique Kerber | 4–6, 6–3, 4–6 |
| 2016 | Franska öppna     | Garbiñe Muguruza | 5–7, 4–6      |
| 2018 | Wimbledon         | Angelique Kerber | 3–6, 3–6      |
| 2018 | US Open           | Naomi Osaka      | 2–6, 4–6      |
| 2019 | Wimbledon         | Simona Halep     | 2–6, 2–6      |
| 2019 | US Open           | Bianca Andreescu | 3–6, 5–7      |

## Övriga Grand Slam-titlar (10)
- Australiska öppna
  - Dubbel - 2001, 2003
- Franska öppna
  - Dubbel - 1999
- Wimbledonmästerskapen
  - Dubbel - 2000, 2002, 2008, 2016
  - Mixed dubbel - 1998
- US Open
  - Dubbel - 1999
  - Mixed dubbel - 1998